# Classe I-400

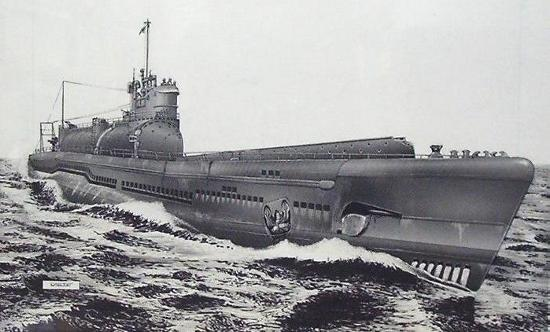
Le I-400, navire de tête de la classe.

La classe Sen Toku I-400 (伊四〇〇型潜水艦, I-yonhyaku-gata Sensuikan) est une classe de sous-marins de la Marine impériale japonaise.
Ces sous-marins furent les plus grands jamais construits pendant la Seconde Guerre mondiale et le restèrent jusqu'à l'arrivée des sous-marins nucléaires lanceurs d'engins des années 1960. La Marine impériale japonaise appela cette classe de sous-marins : "sous-marin de type Sentoku" (潜特型潜水艦, Sen-Toku-gata sensuikan, sous-marin de type spécial). Le nom du type fut raccourci en Toku-gata Sensuikan (特型潜水艦, Sous-marin spécial). Il s'agissait de porte-avions sous-marins capables de transporter trois hydravions Aichi M6A Seiran sous l'eau jusqu'à leur destination. Conçus pour faire surface, lancer leurs avions et replonger avant d'être découverts, ils étaient également pourvus de tubes lance-torpilles situés à l'avant.
La classe I-400 fut aussi dotée d'un très long rayon d'action permettant de rejoindre n'importe quelle destination dans le Monde et d'en revenir.
Une flotte de 18 bateaux fut planifiée, les travaux commencèrent en janvier 1943 à l'arsenal de Kure, à Hiroshima. En un an, le plan fut successivement ramené à cinq, dont trois seulement (I-400 à Kure, et I-401 et I-402 à Sasebo) furent achevés.

## Origines
La classe I-400 a été créée par l'amiral Isoroku Yamamoto, commandant en chef de la Flotte Combinée japonaise. Peu après l'attaque de Pearl Harbor, il conçut l'idée de porter la guerre sur le continent américain en effectuant des attaques aériennes contre les villes situées le long des côtes occidentales et orientales des États-Unis à l'aide d'hydravions lancés par des sous-marins. Il chargea le capitaine Kameto Kuroshima de réaliser une étude de faisabilité.
Yamamoto soumit la proposition au quartier général de la flotte le 13 janvier 1942. Elle prévoyait 18 grands sous-marins capables d'effectuer trois allers-retours vers la côte ouest des États-Unis sans ravitaillement en carburant ou un aller-retour vers n'importe quel point du globe. Ils devaient également être capables de stocker et de lancer au moins deux avions d'attaque armés d'une torpille ou d'une bombe de 800 kg. Le 17 mars, les plans généraux de conception des sous-marins furent finalisés. La construction du I-400 commença aux chantiers navals de Kure le 18 janvier 1943, et quatre autres bateaux devaient suivre : I-401 (avril 1943) et I-402 (octobre 1943) à Sasebo ; I-403 (septembre 1943) à Kobe et I-404 (février 1944) à Kure. Trois seulement furent achevés.
Après la mort de Yamamoto en avril 1943, le nombre de sous-marins porte-avions en projet fut réduit de dix-huit à neuf, puis à cinq et enfin à trois. Seuls les I-400 et I-401 entrèrent effectivement en service ; le I-402 fut achevé le 24 juillet 1945, cinq semaines avant la fin de la guerre mais ne put prendre la mer.

## Caractéristiques de conception et équipement

Plan du pont et profil de la section du sous-marin de type I-400.

Chaque sous-marin était équipé de quatre moteurs de 1 680 kW (2 250 ch) et transportait suffisamment de carburant pour faire le tour du monde une fois et demie - plus que suffisant pour atteindre les États-Unis en voyageant vers l'est ou vers l'ouest. Mesurant au total plus de 120 mètres de long, ils déplaçaient 5 900 tonnes, soit plus du double de leurs contemporains américains. La section transversale de sa coque pressurisée avait une forme unique en forme de huit, ce qui lui donnait la force et la stabilité nécessaires pour supporter le poids d'un grand hangar à avions sur le pont. Pour permettre l'arrimage de trois avions le long de l'axe central du navire, la tour de contrôle (kiosque) a été décalée sur bâbord.
À peu près au milieu du navire, sur le pont supérieur, se trouvait un hangar à avions cylindrique et étanche, de 31 m de long et de 3,5 m de diamètre. La porte d'accès extérieure pouvait être ouverte hydrauliquement de l'intérieur ou manuellement de l'extérieur en tournant un grand volant relié à une crémaillère et à un engrenage. La porte était rendue étanche grâce à un joint en caoutchouc de 51 mm d'épaisseur,.
Au sommet du hangar se trouvaient trois canons de 25 mm de type 96 à triple montage étanche pour la défense antiaérienne, deux à l'arrière et un à l'avant de la tour de contrôle. Un seul canon de 25 mm  monté sur un piédestal était également situé juste derrière la passerelle. Un canon de pont Type 11 de 140 mm était placé à l'arrière du hangar. Il avait une portée de 15 km.
Huit tubes lance-torpilles étaient montés à l'avant, quatre au-dessus et quatre en dessous. Il n'y avait pas de tubes à l'arrière,.
Dans un compartiment ouvert et encastré à l'avant bâbord, juste sous le pont supérieur, se trouvait une grue pliante utilisée pour récupérer les hydravions Aichi M6A Seiran du sous-marin. La grue était équipée d'un palan électrique et pouvait soulever environ 4,5 tonnes. Elle pouvait soulever à une hauteur de 8 m mue par un moteur à l'intérieur du sous-marin. La flèche s'étendait jusqu'à une longueur de 11,8 m.
Un système de trim spécial fut installé sur les sous-marins, leur permettant d'attendre immergés et immobiles en attendant le retour de leur avion. Cependant, le fonctionnement de ce système était bruyant et son utilité était douteuse,.
Le long des plats-bords du sous-marin, il y avait deux ensembles parallèles de câbles de démagnétisation, allant de la poupe aux plans de la proue. Ils étaient destinés à protéger contre les mines magnétiques, en annulant le champ magnétique qui déclenche normalement le système de fusée de mine. Un système de démagnétisation similaire fut également installé sur de nombreux navires de surface japonais pendant la première partie de la guerre, jusqu'à ce qu'ils soient retirés plus tard lors de leur réaménagement.
L'électronique à bord des I-400 comprenait un radar de recherche aérienne Mark 3 modèle 1 équipé de deux antennes séparées. Cette unité était capable de détecter les avions jusqu'à une distance de 80 km (43 milles nautiques). Les sous-marins étaient également équipés de radars de recherche aérienne/surface Mark 2 Modèle 2 avec des antennes distinctives en forme de cornets. Chaque sous-marin transportait un récepteur d'alerte radar E27, connecté à une antenne dipôle entraînable et à une antenne fixe non directionnelle composée d'un panier en treillis métallique et de deux tiges métalliques.
Les sous-marins étaient équipés de deux périscopes de fabrication allemande, d'environ 12,2 m de long, l'un pour le jour et l'autre pour la nuit.
Un revêtement anéchoïque spécial fait d'un mélange de gomme, d'amiante et d'adhésifs était appliqué sur les coques depuis la ligne de flottaison jusqu'à la quille de cale. Ce revêtement était apparemment basé sur des recherches allemandes, bien que sa composition soit complètement différente de celle des carreaux anéchoïques allemands tels que l'"Alberich" ou le "Tarnmatte". Il était destiné à absorber ou à diffuser les impulsions des sonars ennemis et à amortir les réverbérations des machines internes du sous-marin, rendant théoriquement la détection en immersion plus difficile, bien que son efficacité n'ait jamais été établie de manière concluante,,.
En mai 1945, le I-401 fut équipé d'un snorkel allemand, dispositif d'admission d'air à élévation hydraulique permettant au sous-marin de faire tourner ses moteurs diesel et de recharger ses batteries tout en restant à la profondeur du périscope. Cette modernisation eut lieu lors de son immobilisation à Kure après avoir été endommagé par une mine américaine en avril.
Le I-402 a été achevé peu avant la fin de la guerre, mais il avait été converti en pétrolier pendant sa construction et n'a jamais été équipé d'avions.

## Caractéristiques
Les sous-marins de la classe I-400 étaient peu maniables et relativement difficiles à manœuvrer en surface en raison de leurs petits gouvernails. La grande superstructure faisait également dévier le sous-marin de sa route par vent fort. La profondeur maximale de plongée du sous-marin de classe I-400 n'était que de 82% de sa longueur totale, ce qui posait des problèmes si le sous-marin plongeait à un angle trop prononcé en cas d'urgence. En raison de leurs grands hangars à avions et de leur tour de contrôle, tous les sous-marins de classe I-400 avaient des signatures visuelles et radar importantes à la surface, et pouvaient être détectés par les avions relativement facilement. Le temps de plongée était de 56 secondes, soit près du double de celui des sous-marins de la flotte américaine, ce qui rendait les sous-marins plus faciles à détruire depuis les airs lorsqu'ils étaient pris en surface.
Lorsqu'il était submergé et se déplaçait à une faible vitesse de deux nœuds, la superstructure décalée obligeait le timonier à barrer de sept degrés à tribord afin de maintenir une route droite. Lors d'une attaque de torpilles, le capitaine devait tenir compte de son plus grand cercle de virage à tribord qu'à bâbord, toujours en raison de la conception décalée. Comme les autres sous-marins japonais, les membres d'équipage des sous-marins japonais n'avaient pas de climatisation pour contrôler la température dans les eaux tropicales, ni de toilettes à chasse d'eau. Le manque de chambres froides limitait considérablement le régime alimentaire de l'équipage, tandis que des quartiers de couchage inadéquats obligeaient une partie de l'équipage à dormir sur les ponts ou dans les coursives.
Ils avaient une capacité d'emport de 1 570 tonnes de carburant leur procurant une autonomie de 37 500 milles marins à 14 nœuds.

### Hydravions

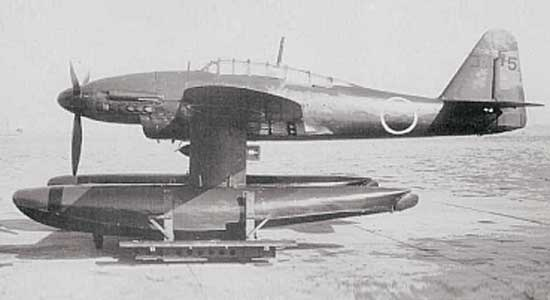
Le Aichi M6A Seiran.

Le hangar des I-400 a été conçu à l'origine pour accueillir deux hydravions. En 1943, cependant, le commandant Yasuo Fujimori, officier d'état-major sous-marin de l'état-major général de la marine, a demandé son agrandissement. Cela fut jugé faisable et, tel que remodelés, les I-400 pouvaient accueillir jusqu'à trois hydravions à flotteurs Aichi M6A Seiran.
Le Seiran a été spécialement conçu pour être utilisé à bord des sous-marins et pouvait transporter une bombe de 800 kg sur 1 000 km à 475 km/h. Pour rentrer dans les étroites limites du hangar, les flotteurs ont été retirés et rangés, les ailes ont été tournées de 90 degrés et repliées hydrauliquement contre le fuselage, les stabilisateurs horizontaux ont été repliés et le haut de la dérive a été replié de sorte que le profil général de l'avion se trouve dans le diamètre de son hélice. Lorsqu'il était déployé pour le vol, l'avion avait une envergure de 12 m et une longueur de 11,6 m. Un équipage de quatre personnes pouvait préparer et lancer les trois hydravions en 30 minutes (ou 15 minutes si les pontons de l'avion n'étaient pas d'abord fixés, ce qui rendrait la récupération impossible). Comme le Seiran devait normalement être lancé de nuit, les parties et les zones de l'avion étaient recouvertes de peinture luminescente pour faciliter l'assemblage dans l'obscurité.
Les Seiran ont été lancés à partir d'une catapulte à air comprimé de 26 m de type 4 n°2 modèle 10 sur le pont avant du sous-marin. Sous la trajectoire de la catapulte se trouvaient quatre ballons d'air à haute pression reliés en parallèle à un piston. L'appareil, monté sur des chariots pliables par des points d'attache de la catapulte le long de leur fuselage, était élingué sur une distance de 20 à 22 m le long de la piste, bien que le piston lui-même ne se déplace que de 2,5 à 3 m pendant le fonctionnement.
Deux ensembles de pontons pour les Seiran étaient stockés dans des compartiments étanches spéciaux situés juste en dessous du pont principal de chaque côté de la voie de catapultage. De là, ils pouvaient être rapidement glissés vers l'avant sur des rampes et attachés aux ailes de l'avion. Un troisième ensemble de pontons et des pièces de rechange supplémentaires étaient conservés à l'intérieur du hangar,.
Les avions devaient être lancés par catapulte, et accomplir leurs missions. Le sous-marin de lancement devait être immergé et rester en place pour permettre à l'avion de revenir à l'estime dans la zone où il se poserait sur l'eau avec ses flotteurs et serait hissé à bord par une grue. Dans l'ensemble, le système était le même que celui utilisé par les croiseurs et les croiseurs légers de la marine japonaise lors du lancement de leurs hydravions de reconnaissance (comme l'Aichi E13A), mais avec un appareil spécialisé spécialement conçu pour être utilisé avec le sous-marin de classe I-400, et avec la complexité supplémentaire de devoir localiser un sous-marin immergé et caché au retour de la mission.
Bien que ce soit le mode de fonctionnement typique, dans les cas où un lancement et une récupération rapides étaient essentiels pour l'évacuation, les hydravions pouvaient être lancés sans leurs flotteurs et amerrir à l'atterrissage, ce qui permettait d'économiser le temps passé à récupérer et à raccrocher l'avion, une procédure complexe et longue. Cela avait l'avantage supplémentaire d'éliminer le poids et la traînée considérable des flotteurs volumineux et encombrants, ce qui augmentait la vitesse et la portée de l'avion, mais rendait impossible toute récupération de l'avion après l'achèvement de la mission (pour une mesure défensive similaire impliquant des avions jetables lancés par catapulte utilisés par les groupes de convoi alliés dans la bataille de l'Atlantique, voir CAM ship). Dans des circonstances extrêmes, l'hydravion pouvait théoriquement être lancé et abandonné complètement pendant que le sous-marin battait en retraite précipitée, laissant les équipages accomplir leur mission sans espoir de retour, peut-être dans le cadre d'une mission kamikaze.
L'existence du Seiran n'était pas connue des services de renseignement alliés pendant la guerre.

## Historique
Alors que la guerre se retourne contre les Japonais et que leur flotte n'a plus l'initiative dans le Pacifique, le commandant en chef de la Flotte Combinée, l'amiral Isoroku Yamamoto, conçut un plan audacieux pour attaquer New York, Washington D.C. et d'autres grandes villes américaines.

### Attaque du canal de Panama
À la suite d'une inspection de Rabaul en août 1943, le capitaine Chikao Yamamoto et le commandant Yasuo Fujimori eurent l'idée d'utiliser les sous-marins Sen Toku pour détruire les écluses du canal de Panama afin de couper les lignes de ravitaillement américaines vers l'océan Pacifique et d'empêcher le transfert des navires américains. La collecte de renseignements sur la cible proposée commença plus tard dans l'année.
Les Japonais savaient bien que des fortifications américaines existaient des deux côtés du canal. Sur l'Atlantique, les grandes batteries d'artillerie côtière du fort Sherman avaient une portée de 27 km, empêchant les navires ennemis de s'approcher suffisamment pour bombarder les écluses. Dans les mois qui suivirent l'attaque de Pearl Harbor, les patrouilles aériennes et maritimes avaient été renforcées autour des deux entrées, et des ballons de barrage et des filets anti-sous-marins avaient été érigés. En août 1942, la 88e unité d'artillerie côtière (antiaérienne) fut ajoutée pour aider à la défense contre les attaques aériennes.
Cependant, à mesure que la guerre se poursuivait et que la fortune du Japon déclinait, la sécurité autour du canal devint de plus en plus laxiste. En janvier 1944, le commandant Fujimori interrogea personnellement un prisonnier de guerre américain qui y avait fait son service. Il déclara à Fujimori que les patrouilles aériennes défensives avaient pratiquement cessé car il était considéré de plus en plus improbable que les puissances de l'Axe attaquent un jour les écluses. Cela convainquit encore plus Fujimori de la faisabilité de son plan.
Un ingénieur japonais qui avait travaillé à la construction du canal remit des centaines de documents à l'état-major général de la marine incluant les plans des structures et les méthodes de construction. Une équipe de trois ingénieurs maritimes étudia les documents et conclut que les écluses de Miraflores, côté Pacifique, étaient les plus vulnérables aux bombardements aériens mais que les écluses de Gatun, côté Atlantique, offraient une chance de causer des dommages plus importants parce qu'il serait plus difficile d'arrêter les écoulements d'eau. Ils estimèrent que le canal serait inutilisable pendant au moins six mois après une attaque réussie sur les écluses.
Pour augmenter la taille de la force d'attaque aérienne, le commandant Fujimori demanda que deux autres sous-marins de la flotte encore en construction à Kobe, le I-13 et le I-14, soient modifiés pour abriter deux Seiran chacun, ce qui porterait à dix le nombre total d'avions disponibles. Il était initialement prévu que deux des Seiran transporteraient des torpilles et les huit autres des bombes de 800 kg. Ils devaient effectuer une attaque combinée de torpilles et de bombes contre les écluses de Gatun. Finalement, le bombardement par torpilles fut supprimé, car un seul pilote de Seiran maîtrisait la technique.
Le plan d'attaque du canal de Panama prévoyait que quatre sous-marins porte-avions (I-400, I-401, I-13 et I-14) traversent le Pacifique en direction de l'est jusqu'au golfe de Panama, un voyage qui devait durer deux mois. À 185 km (100 milles nautiques) au large des côtes équatoriennes, les sous-marins lanceraient leurs avions Seiran à 3 heures par une nuit de lune. Les Seiran, sans flotteurs, voleraient à une altitude de 4 000 m (13 000 pieds) à travers la côte nord de la Colombie jusqu'aux environs de Colón. Puis, du côté de l'isthme situé dans les Caraïbes, ils tourneraient vers l'ouest sur un cap de 270 degrés et feraient ensuite un angle sud-ouest, effectuant leur approche finale des écluses du canal à l'aube. Après avoir terminé leurs bombardements, les Seiran devaient retourner à un point de rendez-vous désigné et amerrir à côté des sous-marins en attente où les équipages seraient récupérés.
Vers avril 1945, le capitaine Ariizumi, l'homme désigné pour mener l'attaque, décida que les pilotes de Seiran feraient des attaques kamikazes contre les portes, plutôt que des bombardements conventionnels, une tactique de plus en plus courante à mesure que la guerre se déroulait. Le chef de l'escadron Seiran avait déjà suggéré cette tactique à Ariizumi au début du mois, bien qu'elle ait été tenue secrète pendant un certain temps pour les autres pilotes. Cependant, à la fin du mois de mai, un pilote observa par hasard un Seiran dont le mécanisme de largage de la bombe avait été retiré et remplacé par un support fixe. Réalisant les implications de ce changement, il se mit en colère contre le commandant en second de l'escadron, qui lui expliqua que la décision de cacher cette intention aux autres hommes avait été prise pour "éviter les pressions mentales sur les équipages".
Le 5 juin 1945, les quatre sous-marins porte-avions arrivèrent à Nanao Wan où une maquette en bois grandeur nature de la porte des écluses de Gatun avait été construite par l'arsenal naval de Maizuru, placée sur un radeau et remorquée dans la baie. La nuit suivante, l'entraînement officiel commença par les exercices d'assemblage rapide, de lancement et de récupération des appareils. Il y avait également des vols en formation rudimentaire. À partir du 15 juin, les pilotes de Seiran firent des exercices de bombardement de jour contre la maquette de la porte en bois. Le 20 juin, l'entraînement était terminé et l'opération pouvait commencer.

### Atoll d'Ulithi
Avant que l'attaque ne puisse commencer, Okinawa est tombée et la nouvelle était parvenue au Japon que les Alliés préparaient un assaut sur les îles japonaises. L'état-major de la marine japonaise conclut que l'attaque du canal de Panama n'aurait que peu d'impact sur l'issue de la guerre et qu'une action plus directe et plus immédiate était nécessaire pour endiguer l'avance américaine.
Quinze porte-avions américains s'étaient rassemblés sur l'atoll d'Ulithi, en vue de préparer une série de raids contre les îles d'origine. La mission japonaise fut modifiée en une attaque contre la base d'Ulithi.
L'attaque sur l'atoll d'Ulithi devait se dérouler en deux phases. La première, nom de code Hikari (léger), consistait à transporter quatre avions de reconnaissance monomoteurs Nakajima C6N Saiun (nom de code Alliée : Myrt) à grande vitesse vers l'île Truk. Ils devaient être démontés, mis en caisse et chargés dans les hangars étanches des sous-marins I-13 et I-14. Une fois arrivés à Truk, les Saiun devaient être déchargés, remontés puis survoler Ulithi pour confirmer la présence de porte-avions américains qui y étaient ancrés. Après la livraison, les I-13 et I-14 devaient se diriger vers Hong Kong, où ils embarqueraient quatre avions d'attaque Seiran. Ils se rendraient ensuite à Singapour et rejoindraient les I-400 et I-401 pour d'autres opérations.
La deuxième phase de l'attaque d'Ulithi fut baptisée Arashi (tempête). Les I-400 et I-401 devaient se retrouver à un point prédéterminé dans la nuit du 14 au 15 août. Le 17 août, ils lanceraient leurs six Seiran avant le lever du jour pour une mission kamikaze contre les porte-avions américains. Les Seiran, équipés chacun d'une bombe de 800 kg boulonnée au fuselage, devraient voler à moins de 50 m au-dessus de l'eau pour éviter la détection radar et les chasseurs américains qui patrouillaient à 4 000 m au-dessus.
Juste avant de quitter la station navale de Maizuru, les Seiran furent complètement repeints en argent avec des étoiles américaines et des insignes en forme de barres couvrant l'Hinomaru rouge, une violation directe des règles de la guerre. Il s'agissait d'une tentative de brouiller davantage la reconnaissance si l'avion était repéré prématurément, mais elle ne fut pas bien accueillie par les pilotes. Certains estimaient qu'il était à la fois inutile et une insulte personnelle de voler sous les marques américaines, ainsi que déshonorant pour la marine impériale.
Après l'attaque d'Ulithi, le I-400 et le I-401 se dirigeront vers Hong Kong. Ils y embarqueront six autres Seiran et se rendront à Singapour, où le carburant est plus facilement disponible. Ils rejoindront alors les I-13 et I-14 et organiseront d'autres attaques avec une force combinée de dix avions Seiran.
Le 22 juin, les I-13 et I-14 arrivèrent au port de Maizuru pour prendre du carburant. Ils atteignirent Ominato le 4 juillet pour récupérer leur avion de reconnaissance Saiun. Le I-13 partit pour Truk le 11 juillet mais n'atteignit jamais sa destination. Le 16 juillet, il fut détecté en surface, attaqué et endommagé par des TBM Avenger équipés de radars. Une escorte de destroyers américains arriva plus tard et le coula avec des grenades sous-marines.
Le Japon se rendit avant la date du lancement de l'attaque d'Ulithi, et le 22 août 1945, les équipages des sous-marins reçurent l'ordre de détruire toutes leurs armes. Les torpilles furent tirées sans armement et les avions furent catapultés sans déplier les ailes ni stabilisateurs, ceci afin de masquer les couleurs et emblèmes américains. Lorsque le I-400 se rendit au destroyer américain USS Blue, l'équipage américain fut stupéfait par sa taille, près de 7,3 m de plus que le USS Blue et tout aussi large - considérablement plus long et plus large que le plus grand sous-marin de la flotte américaine de l'époque.

### OpérationCherry Blossoms at Night(fleurs de cerisier dans la nuit)
Parmi les projets japonais impliquant ses sous-marins figure l'Opération PX (aussi appelée Opération "Cherry Blossoms at Night"). Finalisé par l'Unité 731 le 26 mars 1945, il prévoit le lâchage sur la région de San Diego en Californie du Sud d'insectes porteurs de virus pathogènes tel la peste depuis quinze hydravions Aichi M6A qui devaient être embarqués sur cinq de ces sous-marins I-400 le 22 septembre 1945, qui largueraient ensuite des bombes "puces infectées" sur la cible visée, dans l'espoir que l'infection qui en résulterait se répande à l'ensemble du littoral occidental et tue des dizaines de milliers de personnes, mais l'opération fut annulée juste après la reddition du Japon le 15 août,,,.

## Inspections américaines

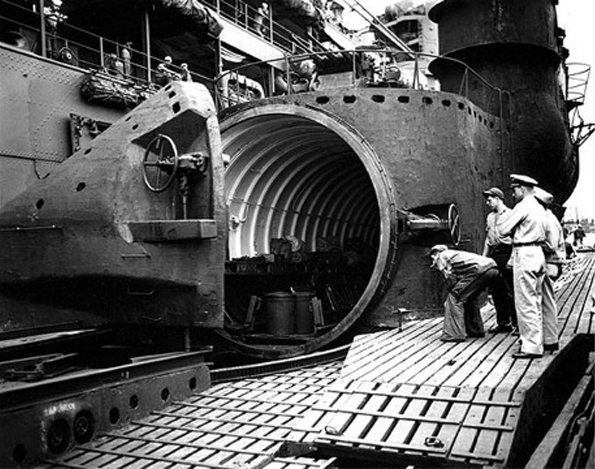
Des membres de la marine américaine inspectent le hangar à avions du I 400.

La marine américaine a arraisonné et récupéré 24 sous-marins, dont les trois I-400, et les a emmenés dans la baie de Sasebo pour les étudier. Pendant leur séjour, ils ont reçu un message selon lequel les Soviétiques envoyaient une équipe d'inspection pour examiner les sous-marins. Pour empêcher cette opération, l'opération Road's End a été mise en place. La plupart des sous-marins ont été emmenés à une position appelée Point Deep Six, à environ 35 km (19 milles nautiques) au sud-est de l'île Fukue, chargés d'explosifs C-3 et détruits ; ils ont coulé à une profondeur de 200 m (660 pieds).

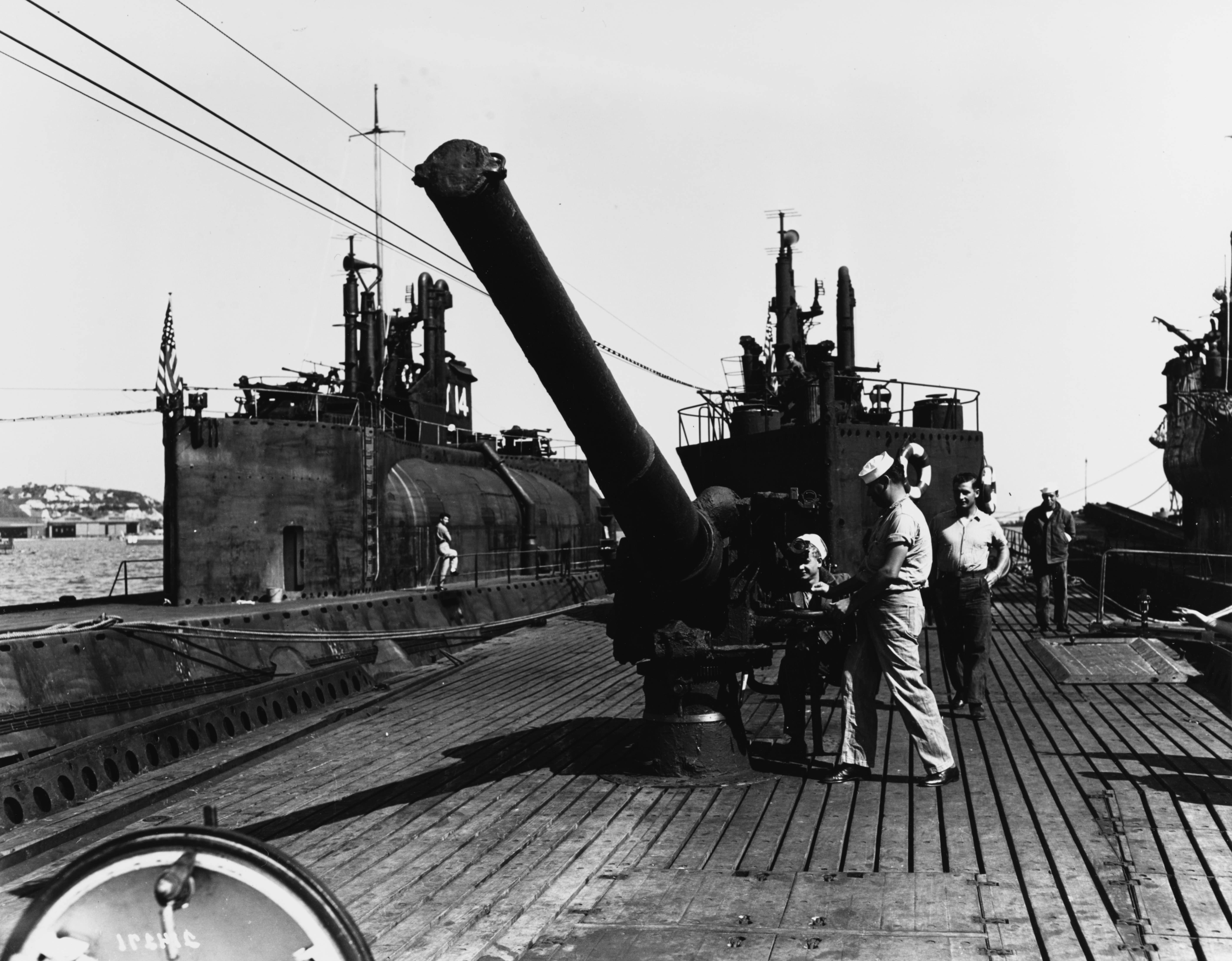
Personnel de la marine américaine inspectant le canon du I-400.

Quatre autres sous-marins, les I-400, I-401, I-201 et I-203, ont été envoyés à Hawaii par des techniciens de la marine américaine pour une inspection plus approfondie. À l'issue des inspections, les sous-marins ont été sabordés dans les eaux au large de Kalaeloa près d'Oahu à Hawaii par les torpilles du sous-marin américain USS Trumpetfish (SS-425) le 4 juin 1946, afin d'empêcher que la technologie ne soit mise à la disposition des Soviétiques qui en demandaient l'accès. Le Dr James P. (Jim) Delgado, du programme du patrimoine maritime de la National Oceanic and Atmospheric Administration, a indiqué que la position officielle du gouvernement selon laquelle le lieu exact du naufrage était inconnu a été confirmée par des documents déclassifiés de la marine américaine.

## Artefacts
L'épave du I-401 a été découverte par le sous-marin de haute mer Pisces du Hawaii Undersea Research Laboratory (Laboratoire de recherche sous-marine d'Hawaï) en mars 2005 à une profondeur de 820 mètres (2 690 pieds),,.
Il a été rapporté que le I-400 a ensuite été retrouvé par la même équipe au large de la côte sud-ouest de l'île hawaïenne d'Oahu en août 2013, à une profondeur de 700 mètres (2 300 pieds). Le chercheur de la NOAA Jim Delgado, travaillant à bord du sus-marin d'exploration Pisces V, a déclaré au Chicago Tribune : « Il a été torpillé, s'est partiellement effondré et a coulé sous un angle aigu. »
Les sous-marins sabordés au large des côtes japonaises ont été relocalisés en juillet 2015.
Un hydravion Seiran restauré est exposé au Centre Udvar-Hazy du National Air and Space Museum (Musée national de l'air et de l'espace), dans la banlieue de Washington, D.C.. C'est le seul exemplaire survivant de cet avion, et il a été trouvé à l'usine d'avions d'Aichi après la fin de la guerre en août 1945. Expédié à la base aéronavale d'Alameda, il est resté exposé en plein air jusqu'en 1962, date à laquelle il a été transféré au Paul E. Garber Preservation, Restoration, and Storage Facility (centre de préservation, de restauration et de stockage Paul E. Garber, surnommé Silver Hill), à Suitland dans le Maryland. Il y est resté jusqu'en 1989, date à laquelle un vaste effort de restauration a été entrepris. Bien que l'avion ait été ravagé par les intempéries et les collectionneurs de souvenirs, et que les dessins d'usine originaux aient fait défaut, l'équipe de restauration a pu le reconstruire avec précision, et en février 2000, il était prêt à être exposé.

## Navires construits
| Numéro de navire | Nom de navire    | Constructeur            | Mis sur cale      | Lancement        | Armé             | Statut                                                                                         |
| 5231             | I-400            | Arsenal naval de Kure   | 18 janvier 1943   | 18 janvier 1944  | 30 décembre 1944 | Coulé le 4 juin 1946 comme cible par les Américains                                            |
| 5232             | I-401            | Arsenal naval de Sasebo | 26 avril 1943     | 11 mars 1944     | 8 janvier 1945   | Coulé le 31 mai 1946 comme cible par les Américains                                            |
| 5233             | I-402            | Arsenal naval de Sasebo | 20 octobre 1943   | 5 septembre 1944 | 24 juillet 1945  | Modifié pour le transport de carburant. Coulé le 1er avril 1946 comme cible par les Américains |
| 5234             | I-403            | Arsenal naval de Sasebo | septembre 1943    | -                | -                | Abandonné en octobre 1943                                                                      |
| 5235             | I-404            | Arsenal naval de Kure   | novembre 1943     | -                | -                | Abandonné en juin 1945                                                                         |
| 5236             | I-405            | Arsenal naval de Kure   | 27 septembre 1943 | -                | -                | Abandonné en 1945                                                                              |
| De 5237 à 5240   | De I-406 à I-409 | -                       | -                 | -                | -                | Abandonné en octobre 1943                                                                      |
| De 5241 à 5248   | De I-410 à I-417 | -                       | -                 | -                | -                | Abandonné en juillet 1943                                                                      |